# Гвидо фон Щархемберг
Вижте пояснителната страница за други личности с името Гуидо.
Гвидо фон Щархемберг (на немски: Guido von Starhemberg, Guidobald; * 11 ноември 1657, Грац; † 7 март 1737, Виена) е граф и императорски австрийски военачалник.

## Живот
Принадлежи към така наречената млада Хенрикианска линия на стария прочут род Щархемберг. Той е вторият син на граф Бартоломеус III фон Щархемберг-Шаунберг (* 1625, Ридег; † 22 март 1676, Виена) и съпругата му фрайин Естер фон Виндиш-Грец († 20 юни 1697, Регенсбург), дъщеря на фрайхер Вилхелм фон Виндиш-Грец (1559 – 1610) и фрайин Барбара Елизабет фон Колонитс.
Започва военна кариера. Той се бие през 1683 г. като хауптман през Турската война. Бие се с награда по време на втората обсада на Виена 1683 г. като адютант на чичо си Ернст Рюдигер фон Щархемберг (1638 – 1701), след това в Унгария през 1686 г. при обсадата на Офен, 1687 г. при Мохач и при нападението на Белград (6 септември 1688) и в други битки. Гвидо фон Щархемберг е заедно с принц Евгений Савойски най-значимият военачалник на императорска служба.
През 1708 г. Гвидо фон Щархемберг е фелдмаршал и поема командването на биещата се в Испания австрийска войска. Въпреки малкото войници той побеждава.
По време на турската война от 1716 до 1718 г. той замества принц Евгений като президент на дворцовия военен съвет. Той умира на 7 март 1737 г. като губернатор на Славония. Гробът му се намира в тевтонската църква във Виена.